# Club Recreativo Granada
El Club Recreativo Granada B es un club de fútbol español con sede en Granada, en la comunidad autónoma de Andalucía. Fundado en 1947, es 
equipo dependiente del Granada C. F. y actualmente juega en Tercera Federación. Juega sus partidos como local en la Ciudad Deportiva Granada C.F., con una grada para 600 espectadores.

## Historia
Fundado en 1947 como el Recreativo de Granada, después de tres temporadas en categoría regional logró el ascenso a Tercera División donde estuvo toda las décadas de los 1950 y 1960, salvo una temporada (1968-69) en Regional Preferente.
En las décadas de los 1970 y 1980 el equipo está en Regional Preferente, menos tres temporadas que está en Tercera División.
En los años 1990 cuando volverá a Tercera División, seis temporadas, alternando con la categoría de Regional Preferente, cuatro temporadas. 
En la década del 2000 estuvo en categoría regional alternado la Primera Andaluza (3) con la Regional Preferente (6) y una en Primera Provincial. 
Década 2010. En esta década se producen los ascensos más importantes del club en la temporada 2011-12 se proclama campeón de Primera Andaluza (denominada actualmente División de Honor Andaluza, ascendiendo a Tercera División y en esa misma temporada 2012-13, el 30 de junio de 2013,  tras una dura eliminatoria final con el Extremadura UD, la cual se gana por el valor doble de los goles,(1-0/ 1-2), consigue su primer ascenso a Segunda División "B" . El equipo se consolida en Segunda División "B", lleva 7 temporadas consecutivas en esta categoría.
Década 2020, la Segunda División "B" desde la temporada 21/22 cambia su denominación por reforma de las categorías y pasa a denominarse Segunda Federación. En la temporada 2022-23 milita en Segunda Federación Grupo 4.º, donde ha acabado una gran temporada en 3.ª posición, participando así en el play off de ascenso a Primera Federación el rival en semifinales es el Utebo F. C. (1-2 / 3-3), con este resultado pasa a la final del play off de ascenso a Primera Federación.  La final será contra el Real Avilés C. F. En la ida en Los Cármenes se empata (1-1), en la vuelta en el Estadio Román Suárez Puerta, se vence por (0-2) consiguiendo el ascenso a Primera Federación. Temporada 2023-24, en Primera Federación, se paga la novatada de una categoría muy competitiva, donde los resultados no favorecen por la mínima, y el equipo solo esta un año descendiendo esta misma temporada. Temporada 2024-25, en Segunda Federación, esta temporada sigue la racha de derrotas y el equipo no consigue frenar la caída de la temporada anterior , descendiendo a Tercera Federación donde juega en la presente temporada 2025-26.

## Datos del club
- Temporadas en 1.ª: -
- Temporadas en 2.ª: 0
- Temporadas en Primera Federación: 1
- Temporadas en Segunda Federación / 2.ª B: 11
- Temporadas en Tercera Federación   / 3.ª: 30 (2025/2026)
- Temporadas en División de Honor Andaluza / 1ªandaluza: 5
- Temporadas en Primera Andaluza / Regional Preferente:  29
- Temporadas en Segunda Andaluza / 1ª Regional: 3
- Temporadas en Tercera Andaluza / 2ª Regional :  0

## Palmarés

### Torneos nacionales
- Campeón fase ascenso a Primera Federación: 2022-23.
- Campeón fase ascenso a Segunda División "B": 2012-13.
- Semifinalista del Campeonato de España de Aficionados : 1949.

### Torneos regionales y provinciales
- 1 vez Campeón División de Honor Andaluza (1ªAndaluza): 2011-12
- 3 veces Campeón Primera Andaluza (Regional Preferente): 1949-50; 1968-69; 1990-91.
- Campeón del Campeonato de Andalucía de Aficionados: 1948-49.

### Torneos amistosos
- Trofeo Ciudad del Torcal (Antequera): 2015
- Trofeo Ciudad de Motril (Motril, Granada) (2): 2013, 2021.